# Jackson Hlungwani
Jackson Hlungwani (* 1923 in Nkanyani; † 20. Januar 2010) war ein südafrikanischer Bildhauer. Er galt seit Mitte der 1980er Jahre als bedeutender Vertreter der Kunst der Shangaan.
Hlungwani wurde als Sohn eines Arbeiters geboren. Nachdem er bei einem Unfall in einer Fabrik einen Finger verlor, verdang er sich als Holzschnitzer. Nach seiner Segnung zum Priester der African Zionist Church im Jahr 1946 gründete er seine eigene Religionsgemeinschaft. Viele der von ihm geschaffenen Kunstwerke entstanden als rituelle Gegenstände für die Gottesdienste oder als Altarschmuck.
Entdeckt wurde Hlungwani 1985 im Rahmen der Ausstellung Tributaries, die sich insbesondere der Arbeit der Künstler in den Homelands widmete.